# Pinarornis
Pinarornis is een monotypisch geslacht van zangvogels uit de familie Turdidae. Tot 2021 behoorde dit geslacht nog tot de familie vliegenvangers (Muscicapidae). De enige soort is: 
- Pinarornis plumosus – Steenspringer